# Specification and Description Language
Specification and Description Language (SDL) är ett formellt språk som standardiserats av ITU (rekommendation Z.100).
Språket har sina rötter inom telekomindustrin, och är ursprungligen avsett för att specificera och beskriva beteendet i ett system, som modelleras som kommunicerande tillståndsmaskiner (processer). Exempelvis kan kommunikationsprotokoll specificeras och analyseras. Språket är fullständigt och konsistent, vilket möjliggör generering av körbar kod från en SDL-modell – det går alltså att använda som ett programspråk.
Språket har både en textuell och en grafisk notation, SDL/PR respektive SDL/GR
SDL används ofta i kombination med MSC, ASN.1 och TTCN.